# Liste der Monuments historiques in Moulis-en-Médoc
Die Liste der Monuments historiques in Moulis-en-Médoc führt die Monuments historiques in der französischen Gemeinde Moulis-en-Médoc auf.

## Liste der Bauwerke
| Bezeichnung        | Beschreibung                  | Standort | Kennzeichnung | Schutzstatus | Datum | Bild |
| ------------------ | ----------------------------- | -------- | ------------- | ------------ | ----- | ---- |
| Kirche St-Saturnin | Erbaut ab dem 12. Jahrhundert | (Lage)   | PA00083645    | Classé       | 1846  |      |

## Liste der Objekte
- Monuments historiques (Objekte) in Moulis-en-Médoc in der Base Palissy des französischen Kultusministeriums